# Мелеагр (військовий)
Мелеа́гр (дав.-гр. Μελέαγρος; вбито в 323 до н. е.) — македонський воєначальник, служив у війську Александра Македонського.
Мелеагр був одним з воєначальників Александра Македонського, якому віддано служив протягом усього його правління. Перша згадка Мелеагра пов'язано з участю в поході проти гетів у 335 році до н. е. Він керував одним з таксісів македонської фаланга практично у всіх основних битвах Александра. У 323 році до н. е. після смерті басилевса він ненадовго став регентом Македонської держави, однак через короткий час був убитий за прямим наказом іншого претендента на владу — Пердікки.

## Життєпис

### Походження. Участь у походах Александра Македонського
Мелеагр народився імовірно в 360-х роках до н. е. Через те, що ім'я його батька було Неоптолем, вважається, що він походив з Лінкестиди або Епіру. Ім'я Неоптолем найчастіше зустрічається в ономастиконі цих областей. Вперше в античних джерелах Мелеагр згадується при описі війни проти гетів у 335 році до н. е. Йому разом з Філіппом, сином Балакра, було доручено перевезти захоплену здобич до Македонського табору. Враховуючи, що Філіпп був таксіархом, можна припустити, що Мелеагр на той момент також керував одним з таксісів македонської армії.
У 334 році до н. е. в битві на річці Гранік Мелеагр командував одним з підрозділів фаланги на лівому фланзі. Того ж року брав участь у невдалій атаці на передмістя Галікарнаса — Минд. Взимку 334/333 року до н. е. Александр відправив з Карії до Македонії солдатів, які одружилися незадовго до початку походу. Одним з цих солдатів був Мелеагр. З цього дослідником Вальдемаром Геккелем був зроблений висновок, що Мелеагр був одружений, хоча будь-яких відомостей про його дружину і дітей в античних джерелах немає.

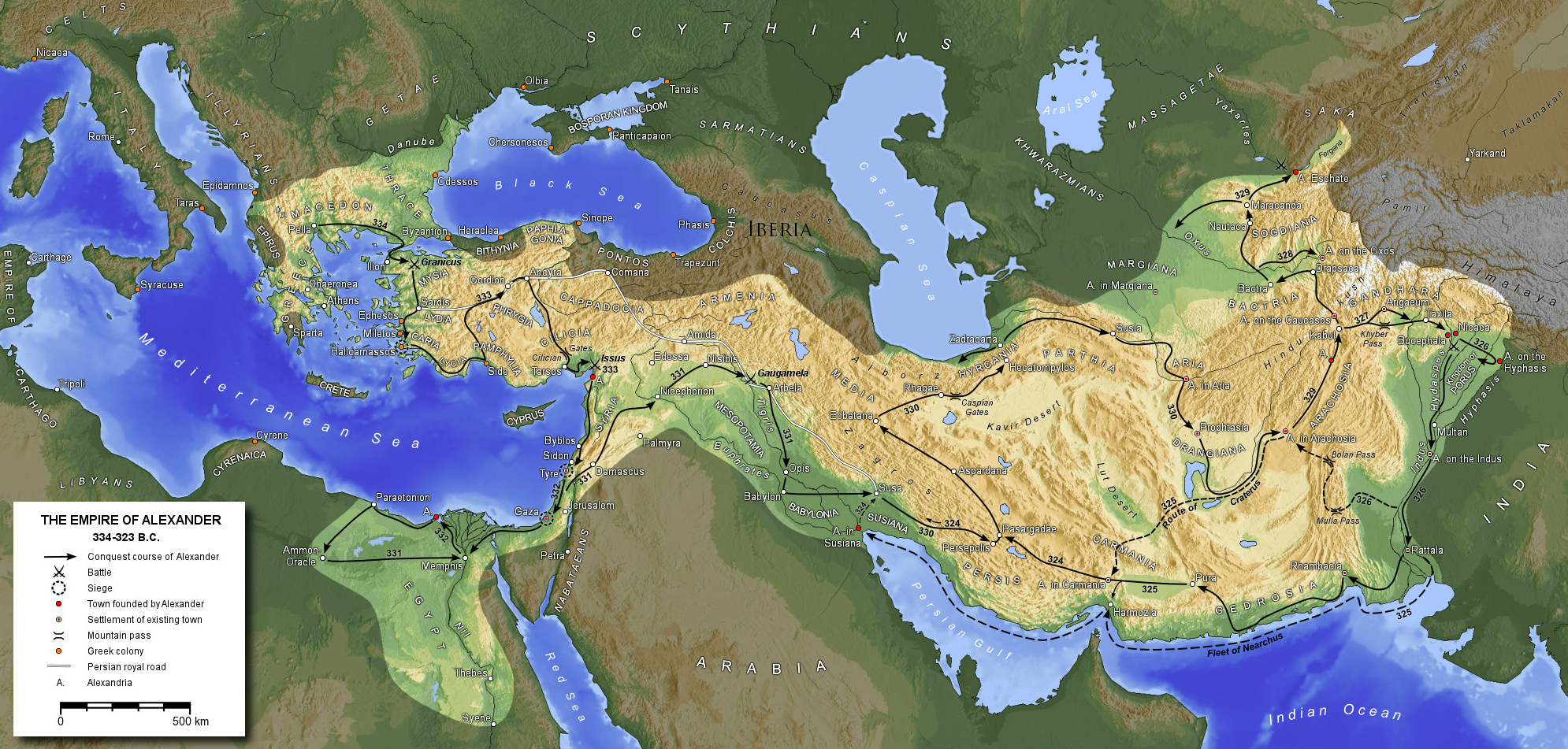
Карта із зазначенням походів армії Александра та основних битв

Навесні 333 року до н. е. Мелеагр знову приєднався до македонського війська в Гордії. Разом з Мелеагром до Александра прибули підкріплення в 3000 піших воїнів, 300 македонських і 200 фессалійських вершників, а також 150 еліміотів під командуванням Алкія. Згодом Мелеагр брав участь у битві при Іссі 333 роки до н. е. і в битві під Гавгамелами 331 року до н. е. У 330 році до н. е. перед битвою при Перських воротах Александр залишив у таборі частину військ, в тому числі й таксіс Мелеагра, під командуванням Кратера, а сам здійснив обхідний маневр. Після умовного знака труби війська Кратера і Мелеагра почали штурм, чим відвернули увагу Аріобарзана. Атака з двох сторін привела персів в замішання, а потім й до поразки.
Квінт Курцій Руф згадує Мелеагра при описі подій 329 року до н. е. в якості одного з воєначальників, який керував облогою міста мемакенів (цей народ більше ніде не згадується) в області Яксарту. Під час штурму Александр був поранений. Арріан відносить цю подію до штурму Кірополя.
У 328 році до н. е. Мелеагр разом з Поліперхоном, Горгієм і Атталом придушував повстання в Бактрії, в той час, коли басилевс Александр з основними силами вирушив в Согдіану. Залишається неясним, чи був кожен воєначальник незалежним і придушував повстання в «своїй» області, або діяв під загальним командуванням. Хоч би що там було незабаром Мелеагр приєднався до військ Кена і зиму 328/327 року до н. е. провів у Согдіані.
У 327 до н. е. Мелеагр у складі війська під командуванням Гефестіона і Пердікки здійснив марш до Інду. По дорозі ними був розбитий правитель Певкелаотиди Астіс. Потім македоняни увійшли до земель раджі Таксіла, який вважав за краще підкоритися Александру. За свідченням Квінта Курція Руфа, Александр не тільки не прийняв підношень Таксіла, а й відіслав до нього тисячу талантів. Ця щедрість, хоч і зобов'язала нового союзника, зачепила самих македонян. Мелеагр під час бенкету сп'янів і привітав басилевса з тим, що «той все-таки знайшов в Індії людину, гідну тисячі талантів». На це Александр обмежився фразою, «що заздрісні люди створюють великі муки насамперед самим собі». За однією з версій, така зухвалість коштувала Мелеагру кар'єрного росту і він так і не був підвищений до гіппарха.
В битві при Гідаспі 326 року до н. е. Мелеагр разом з Атталом і Горгієм на чолі свойого таксису і найманої кінноти знаходився на березі річки, поки македонський басилевс з військом переправлявся через річку в іншому місці. Воєначальникам було наказано форсувати річку, коли почнеться бій. Мелеагр зі своїми загонами переправився через Гідасп, коли бій було вже виграно, і лише продовжив переслідувати втікаючих індійців. З Індій повернувся разом з Атталом і Антигеном під командуванням Кратера через Арахосію і Дрангіану.
Пліній Старший згадує про те, що в гімнасій Мелеагра пісок привозили з Єгипту, що теоретично могло відбуватися в проміжку між поверненням до Вавилону в 326/325—323 роках до н. е., коли воєначальник не брав участі у військових походах. В цілому, попри військові заслуги, за оцінками Вальдемара Геккеля Мелеагр не був ні освіченим, ні політично проникливим сподвижником Александра.

### Після смерті Александра Македонського
У 323 році до н. е. після смерті Александра Македонського перед військом постало питання про престолонаступництво. Процес вибору нового басилевса описаний трьома античними істориками — Діодором Сицилійським, Марком Юніаном Юстином і Квінтом Курцієм Руфом. У їх працях містяться певні різночитання, проте у всіх трьох Мелеагр представлений одним з основних претендентів на отримання реальної влади в Македонської державі. Згідно з Юстином, під час ради воєначальників Пердікка запропонував дочекатися пологів дружини Александра — Роксани, яка перебувала на останніх місяцях вагітності. Проти такої пропозиції різко виступив Мелеагр. Він вважав, що не слід чекати пологів, під час яких на світ могла з'явитися і дівчинка. Адже в Александра вже є син від Барсіни — Геракл. Та й не личить македонянам підкорятися правителям, в чиїх жилах тече перська кров. Мелеагр виступив за визнання басилевсом брата Александра — Аррідея. Єдиною заслугою брата Александра було його походження — він був сином Філіпа II і фессалійки Філінни. Аррідей до смерті Александра не був реальним претендентом на трон через недоумство. Однак в умовах, що склалися Аррідей виявився єдиним представником правлячої династії Аргеадів «правильного» походження, який знаходився у Вавилоні, де помер Александр.
Однак думка Пердіккі взяла гору і воєначальники вирішили чекати пологів Роксани. Це викликало обурення фалангітів. До них були направлені популярні в середовищі піхоти Мелеагр і Аттал. Замість того, щоб заспокоїти військо, Мелеагр похвалив бунтівників за проявлену позицію. Після цього бунтівна частина війська проголосила Мелеагра своїм вождем і рушила до палацу. Згодом Мелеагру ставили в провину зраду кінноти. Пердікка з іншими воєначальниками був змушений тікати з Вавилону. Незабаром відбулося вимушене примирення між Пердіккою та Мелеагром. Пердікка наказав затримувати обози провіанту, які йшли до Вавилону, що загрожувало його жителям і лояльним Мелеагру військам голодом. За версією Плутарха миротворцем виступив Евмен. Згідно з компромісом обидва претенденти — ненароджений син Роксани та Аррідей — були призначені басилевсами, а їх регентами стали Пердікка і Мелеагр. Згідно з кількома пізньоантичними джерелами Мелеагр навіть отримав в управління Келесирію і Фінікію. На цьому протистояння не закінчилося. Згідно з античними джерелами Мелеагр планував вбивство свого політичного опонента, проте не зміг довести справу до кінця. Незабаром Пердікка зумів залучити на свій бік піхоту, Аррідея і союзника Мелеагра Аттала, а потім під час жертвоприношень наказав убити призвідників заколоту. Квінт Курцій Руф стверджував, що після того, як 300 осіб, на яких вказав Пердікка, розтоптали слонами Мелеагр втік і сховався в храмі, проте незабаром був схоплений і убитий.

## В культурі
Мелеагр є одним з героїв роману Мері Рено «Похоронні ігри».

### Первинне джерело
- Арріан. Поход Александра.
- Діодор Сицилійський. Історична бібліотека.
- Квінт Курцій Руф. Історія Александра Великого Македонського.
- Марк Юніан Юстин. Epitome historiarum Trogi Pompeii.

### Сучасні дослідження
- Шофман А. С.[ru]. Распад империи Александра Македонского / Печатается по постановлению редакционно-издательского совета Казанского университета. Отв. редактор В. Д. Жигунин. — Казань : Издательство Казанского университета, 1984.
- Curtius Rufus, Histories of Alexander the Great, Book 10 / translated by J. C. Yardley with Introduction and Historical Commentary by J. E. Atkinson. — New York : Oxford University Press, 2009. — ISBN 978-0-19-955763-9.
- Bosworth A. B. Chapter 2. The Politics of the Babylon Settlement // The Legacy of Alexander : Politics, Warfare, and Propaganda under the Successors. — Oxford : Oxford University Press, 2002. — P. 29—63. — ISBN 978-0-19-171520-4. — DOI:10.1093/acprof:oso/9780198153061.003.0002.
- Chugg A. M. Concerning Alexander the Great: A Reconstruction of Cleitarchus. — AMC Publications, 2015. — ISBN 978-0-9556790-8-7.
- Heckel W[en]. Who's Who in the Age of Alexander the Great: Prosopography of Alexander's Empire. — Malden; Oxford; Carlton : Blackwell Publishing, 2006. — ISBN 1-4051-1210-7.